# Rangos de las consortes imperiales en China
Los rangos de las consortes imperiales han variado durante el curso de la historia de China, pero ha quedado constancia a causa de su importancia en la administración y de la sucesión imperial, que daba rangos a los herederos según la prominencia de sus madres, además de un orden de nacimiento estricto. A pesar de la edad, es común simplificar esta jerarquía en tres rangos: Emperatriz, Consortes y concubinas.

## Historia temprana

### Sistema de rangos para las consortes Imperiales.
- 1 Reina (后)
- 3 Damas (夫人)
- 9 Concubinas Imperiales (嬪)
- 27 Mujeres Hereditarias (世婦)
- 81 Mujeres imperiales (御妻)

Un número total de 121 mujeres. Este sistema sugerido fue instalado para impedir la existencia de dos emperatrices juntas durante el mismo período de tiempo.

### Otros rangos de consortes
Según los Ritos de Zhou, los Señores Feudales podían tener hasta 9 mujeres en total y no se podían volver a casar más de 9 veces, teniendo, de esta manera 1 Señora y 8 Damas. A otros nobles y hombres ricos les estaba permitido tener 1 esposa y 1 concubina. Los ciudadanos normales solo podían tener 1 esposa.

## Dinastía Han
Durante el reinado de la Dinastía Han, la esposa principal del Emperador recibía el título de Emperatriz y el resto de consortes recibían el título de Dama. Dentro del rango de Dama existía un sistema de sub-rangos:
- Señora de Comportamiento Brillante (昭儀, creado durante el reinado de Emperador Yuan)
- Señora de Gallarda Beldad (婕妤, creado por Emperador Wu)
- Señora de Belleza Agraciada (娙娥, creado por Emperador Wu)
- Señora de Rostro Precioso (容華, creado por Emperador Wu)
- Señora Hermosa (美人)
- Señora de Ocho (八子)
- Señora de Comportamiento Completo (充依, creado por Emperador Wu)
- Señora de Siete (七子)
- Señora Buena (良人)
- Señora Mayor de Palacio (長使)
- Señora Menor de Palacio (少使)
- Señora para Usos Diversos (五官)
- Señora de Constancia Complaciente (順常)

Además, las siguientes señoras eran equivalentes aunque podía poeser diferentes títulos:
- Señora sin Impureza (無涓)
- Señora de Reverente Gentileza (共和)
- Señora que Agrada al Espíritu (娛靈)
- Señora que Podría Consolar a Una Multitud (保林)
- Señora de Excelente Empleo (良使)
- Señora para Asistencia Nocturna (夜者)

La primera esposa del Príncipe Heredero recibía el título de Princesa. El resto de esposas secundarias recibían los títulos de Señora Menor Buena y Señora Menor. Para las esposas principales de los nietos del Emperador recibían el título de Dama. El resto de esposas de éstos eran llamadas Mujeres de la Casa.
Cuando comenzó el período tardío de la Dinastía Han, el rango de consortes quedó en cuatro: Señora Honorable (貴人), Señora Hermosa (美人), Mujer del Palacio (宮人) y Mujer Seleccionada (采女).

## Cao Wei

### Sistema inicial
Durante el reinado de Cao Cao, se creó un nuevo sistema de clasificación de las consortes imperiales, el cual se expandió hasta los reinados de Cao Pi y Cao Rui.
- Emperatriz (皇后)
- Dama (夫人)
- Señora de Comportamiento Brillante (昭儀)
- Señora de Gallarda Beldad (婕妤)
- Señora de Rostro Precioso (容華)
- Señora Hermosa (美人)

### Expansiones de Cao Pi Y Cao Rui
Cao Pi Y Cao Rui expandieron este sistema con los rangos siguientes:
- Señora de Elegancia Brillante(昭華, creado por Cao Pi)
- Señora de Rostro Cultivado (修容, creado por Cao Pi)
- Señora Buena (良人, creado por Cao Pi)
- Concubina Honorable(貴嬪, creado por Cao Pi)
- Consorte Decente (淑妃, creado por Cao Rui)
- Señora de Belleza Decente (淑媛, creado por Cao Pi)
- Señora Obediente y Completa (順成, creado por Cao Pi, abolido por Cao Rui)
- Señora de Comportamiento Cultivado (修儀, creado por Cao Pi)

## Dinastía Jin (265–420)
El sistema en empleado por la Dinastía Jin estuvo basado en los sistemas creados por Cao Wei y la Dinastía Han de la forma siguiente:

### Grados de Damas
Existían tres rangos para las Damas:
- Concubina Honorable (貴嬪)
- Dama (夫人)
- Señora Honorable(貴人)

### Rangos de Concubinas Imperiales
Existían nueve rangos para las Concubinas Imperiales:
- Consorte Decente(淑妃)
- Señora de Belleza Decente "Shuyuan" (淑媛)
- Señora de Comportamiento Decente "Shuyi" (淑儀)
- Señora de Elegancia Cultivada(修華)
- Señora de Rostro Cultivado (修容)
- Señora de Comportamiento Cultivado (修儀)
- Señora de Gallarda Beldad (婕妤)
- Señora de Rostro Precioso (容華)
- Señora de Elegancia Completa (充華)

### Otros Rangos
También existían otros rangos por debajo de las Concubinas Imperiales:
- Señora Hermosa(美人)
- Señora Talentosa (才人)
- Señora Talentosa Mediana(中才人)

## Dinastía Qi del Sur

### Sistema de Rangos inicial

#### Emperatriz
Solo había una Emperatriz.

#### Damas
Las Damas se clasificaban en 3 rangos:
- Concubina Honorable (貴嬪)
- Dama (夫人)
- Señora Honorable(貴人)

#### Concubinas Imperiales
Había tres rangos para las Concubinas Imperiales:
- Señora de Elegancia Cultivada (修華)
- Señora de Comportamiento Cultivado (修儀)
- Señora de Rostro Cultivado (修容)
- Consorte Decente (淑妃)
- Señora de Belleza Decente (淑媛)
- Señora de Comportamiento Decente (淑儀)
- Señora de Gallarda Beldad (婕妤)
- Señora de Rostro Precioso (容華)
- Señora de Elegancia Completa (充華)Xiuhwa (修華)

#### "Posiciones dispersas"
- Señora Hermosa (美人)
- Señora Talentosa (才人)
- Señora Talentosa Mediana (中才人)

### 1.ª Expansión
El sistema fue expandido más tarde por el Emperador Gao, añadiendo las siguientes posiciones:
- Señora Menor Buena (良娣)
- Señora que Podría Consolar a Una Multitud (保林) ge:ZH-CN;mso-bidi-language:AR-SA'>中才人)

Mientras que la posición de La Señora Talentosa (才人) fue elevada a una posición más prestigiosa.

### 2.ª y 3.ª Expansión
Esta nueva expansión implicó elevar la posición de La Consorte Decente a un rango más elevado, junto con el de La Honorable Señora.

## Dinastía Chen
El sistema de rangos consistía en el siguiente:

### Emperatriz
Solo había una Emperatriz.

### Damas
- Consorte Honorable (貴妃)
- Concubina Honorable (貴嬪)
- Mujer Honorable (貴姬)

### Concubinas Imperiales
- Señora de Belleza Decente (淑媛)
- Señora de Comportamiento Decente (淑儀)
- Señora de Rostro Decente(淑容)
- Señora de Elegancia Decente(昭華)
- Señora de Rostro Brillante (昭容)
- Señora de Comportamiento Brillante (昭儀)
- Señora de Elegancia Cultivada (修華)
- Señora de Comportamiento Cultivado(修儀)
- Señora de Rostro Cultivado (修容)

### Títulos comunes
- Señora de Garllarda Beldad(婕妤)
- Señora de Rostro Precioso(容華)
- Señora de Elegancia Completa (充華)
- Señora de Excelencia Inherente(承徽)
- Señora en la Fila de Honor(列榮)
- Señora de Comportamiento Brillante (昭儀)
- Señora de Elegancia Cultivada (修華)
- Señora de Comportamiento Cultivado(修儀)
- Señora de Rostro Cultivado (修容)

### Posiciones Dispersas
- Señora Hermosa (美人)
- Señora Talentosa (才人)
- Señora Buena(良人)

## Dinastía Wei del Norte
- Emperatriz (皇后)
- Señora a la Izquierda de Comportamiento Brillante(左昭儀)
- Señora a la Derecha de Comportamiento Brillante(右昭儀)
- Señora Honorable (貴人)
- Señora de Casa Roja (椒房)

### Reforma de los Rangos
- Emperatriz (皇后)
- Señora a la Izquierda de Comportamiento Brillante(左昭儀)
- Señora a la Derecha de Comportamiento Brillante(右昭儀)
- Dama (夫人)
- Tres Concubinas de Clase Alta (三嬪)
- Seis Concubinas de Clase Baja(六嬪)
- Mujeres Hereditarias(世婦)
- Mujeres Imperiales (御女)

## Dinastía Qi del Norte

### Emperatriz
Solo una única mujer podía ostentar el título de Emperatriz.

### La Consorte Decente
Solo una única mujer podía ostentar este título.

### Dama
Había tres sub-rangos dentro del rango de Dama (夫人):
- Dama de Gran Virtud (弘德夫人)
- Dama de Virtud Correcta (正德夫人)
- Dama que Avoca la Virtud (崇德夫人)

### Concubinas Imperiales Superiores
- Señora de Gran Emblema (隆徽)
- Señora de Luz e Inventiva(光猷)
- Señora de Modelo Brillante (昭訓)

### Concubinas Imperiales Inferiores
- Xuanhui (宣徽)
- Xuanming (宣明)
- Ninghui (凝暉)
- Ninghua (凝華)
- Shunhua (順華)
- Guangxun (光訓)

### Posiciones Dispersas
- Señora Talentosa (才人)
- Mujer Seleccionada(采女)

## Dinastía Zhou del Norte
- Yang Lihua, la Gran Emperatriz de Tianyuan (天元大皇后楊麗華)
- Zhu Manyue, La Gran Emperatriz del Cielo (天大皇后朱滿月)
- Chen Yueyi, La Gran Emperatriz Central del Cielo (天中大皇后陳月儀)
- Yuchi Chifan, la Gran Emperatriz Izquierda del Cielo (天左大皇后尉遲熾繁)
- Yuan Leshang, la Gran Emperatriz Derecha del Cielo (天右大皇后元樂尙)

Además, había un número innumerable de consortes en el hougong.

## Dinastía Sui
- 1 Emperatriz 3 Concubinas 9 Mujeres Hereditarias 38 Mujeres Imperiales

Aun así, desde que la Emperatriz Dugu Qieluo entró a formar parte del hougong imperial chino, al estar celosa del as otras consortes, no se instalaron más mujeres en el hougong imperial chino.

### 1.ª Expansión
- 1 Emperatriz
- 3 Señoras Honorables (creación nueva)
- 9 Concubinas Imperiales
- 27 Mujeres Hereditarias
- 81 Mujeres Imperiales

### 2.ª Expansión
- 1 Emperatriz
- 3 Damas 
  - 1 Consorte Honorable (貴妃)
  - 1 Consorte Decente (淑妃)
  - 1 Consorte Virtuosa(德妃)
- 9 Concubinas Imperiales
- 12 Señoras de Gallarda Beldad
- 15 Mujeres Hereditarias, Señoras Hermosas, y Señoras Talentosas.
- 24 Señora que Podría Consolar a Una Multitud (保林)
- 24 Mujeres Imperiales
- 37 Mujeres Seleccionadas (采女)

## Dinastía Tang

### Sistema inicial

#### Emperatriz
Este título solo podía ser ostentado por una única mujer.

#### Consortes
Había cuatro títulos dentro de este rango:
- Consorte Honorable (貴妃)
- Consorte Decente (淑妃)
- Consorte Virtuosa (德妃)
- Consorte Digna (賢妃)

#### Concubinas Imperiales
Había nueve títulos dentro de este rango:
- Señora de Comportamiento Brillante (昭儀)
- Señora de Rostro Brillante (昭容)
- Señora de Belleza Brillante (昭媛)
- Señora de Comportamiento Cultivado (修儀)
- Señora de Rostro Cultivado (修容)
- Señora de Belleza Cultivada (修媛)
- Señora de Comportamiento Completo (充儀)
- Señora de Rostro Completo (充容)
- Señora de Belleza Completa (充媛)

Todos del rango igual. Solo 1 persona puede ocupar cada uno de los títulos en cualquier momento dado.

#### Otros títulos
En adiciones, había 9 Señoras de Gallarda Beldad (婕妤), 9 Señoras Hermosas (美人), 9 Señoras Talentosas (才人), 27 Señoras de Preciosos Ramos (寶林), 27 Mujeres Imperiales (御女) y 29 Mujeres Seleccionadas (采女).

### 1.ª Reforma
La primera reforma de los rangos ocurrió durante el reinado del Emperador Gaozong :
- 1 Emperatriz (皇后)
- 2 Señoras de Virtud Elogiada (贊德)
- 4 Señoras de Comportamiento Declarado (宣儀)
- 5 Señoras de Belleza Inherente (承閨)
- 5 Señoras de Belleza Inherente(承旨)
- 6 Señoras de Weixian(衛仙)
- 8 Señoras de Gongfeng(供奉)
- 20 Señoras de Shijie(侍櫛)

### 2.ª Reforma
La segunda reforma de los rangos ocurrió durante el reinado del Emperador Xuanzong, y creó el sistema siguiente:
- 1 Emperatriz (皇后)
- 1 Consorte Honorable (貴妃)
- 3 Consortes (妃)
  - 1 Consorte Agraciada (惠妃)
  - 1 Consorte Elegante (麗妃)
  - 1 Consorte Espléndida (華妃)
- 6 Yis (Concubinas)(儀) 
  - 1 Señora Decente (淑儀)
  - 1 Señora Virtuosa(德儀)
  - 1 Señora Digna (賢儀)
  - 1 Señora Obediente(順儀)
  - 1 Señora Apacible (婉儀)
  - 1 Señora Gentil (芳儀)
- 4 Señoras Hermosas (美人)
- 7 Señoras Talentosas (才人)
- 2 Directoras de Servicio General de Palacio (尙宮)
- 2 Directoras de Servicio Ceremonial (尙儀)
- 2 Directoras de Servicio de Vestuario (尙服)

### Rangos de las esposas imperiales del Príncipe Heredero
- 2 Señoras Afines de Excelencia (良娣)
- 6 Señoras Filiales de Excelencia (良媛)
- 10 Señoras de Excelencia Inherente (承徽)
- 16 Señoras de Modelo Brillante (昭訓)
- 24 Señoras de Servicio Decoroso (奉儀)

## Período de las Cinco Dinastías y los Diez Reinos
En el período tardío de la Dinastía Tang se empleó el siguiente sistema:
- Zhaorong (昭容)
- Zhaoyi (昭儀)
- Zhaoyuan (昭媛)
- Chushi (出使)
- Yuzheng (御正)
- Shizhen (侍眞)
- Yicai (懿才)
- Xianyi (咸一)
- Yaofang (瑤芳)
- Yiteh (懿德)
- Xuanyi (宣一)

## Dinastía Song
El sistema de la Dinastía Song era sub-dividido en seis Títulos generalmente conocidos:
- Emperatriz (皇后)
- Consortes (妃)
- Concubinas Imperiales (嬪)
- Señoras de Gallarda Beldad (婕妤）)
- Señoras Hermosas (美人)
- Señoras Talentosas (才人)

También se introdujo el título de Sirvienta Imperial (御侍), que era ostentado por las mujeres que no habían mantenido relaciones con el Emperador.

## Dinastía Ming
- Emperatriz (皇后)
- Consorte Honorable Imperial (皇貴妃)
- Consortes Honorable (貴妃)
- Consortes (妃)
- Concubinas Imperiales (嬪)

Otros títulos incluían:
- Señoras de Gallarda Beldad (婕妤)
- Señoras de Comportamiento Brillante (昭儀)
- Señoras de Rostro Brillante (昭容)
- Señoras Honorables (貴人)
- Señoras Hermosas (美人)
- Señoras Talentosas (才人)
- Asistenta Seleccionada (o de Primera Clase) (選侍)
- Asistenta de Segunda Clase (答應)

Variaban a lo largo del tiempo.

## Dinastía Qing

### El Período de Nurhaci
Dicho sistema fue establecido por el Emperador Kangxi y los emperadores posteriores lo sucedieron. Pero, antes del período de Kangxi, existía un sistema más fácil.
Durante el reinado de Nurhaci, quien no era Emperador durante toda su vida, sus esposas fueron llamadas Fujin（福晋）,que se significa Dama （夫人）en chino. Existía solo dos rangos de las esposas. 
- Gran Dama（大福晋）: la esposa principal podía obtener dicho título, solo una persona.
- Menor Dama（侧福晋/小福晋）：el resto de las esposas.

### El Período de Hun Taiji y del Emperador Shunzhi
Hung Taiji, hijo de Nurhaci, después de adoptar el nombre Qing para la dinastía, estableció un sistema nuevo de los consortes.
Cinco Grandes Damas （五宫大福晋）(consortes)
- Emperatriz (Borjigit Jerjer)
- Consorte Chen（宸妃）（Borjigit Harjol
- Consorte Honorable（贵妃）（Borjigit Namuzhong
- Consorte Decente（淑妃）（Borjigit Batemazao
- Consorte Zhuang（庄妃）（Borjigit Bumbutai

Las cinco Damas eran las más relevantes en el palacio. Tradicionalmente, un hombre de Manchú podía tener varias esposas y varias concubinas, lo que era totalmente diferente a los hombres de Han, quien podían tener solo una esposa y varias concubinas, aunque entre las esposas solía haber una principal, y en el caso de Hung Taiji, era la Emperatriz Jerjer. Las demás mujeres fueron llamadas Shufei (Consortes Inferiores), quienes no tenían ningún título.
- Emperatriz
- Consorte Honorable Imperial
- Consorte

Las otras consortes eran llamadas Shufei（庶妃 Consortes Inferiores）, Fujin（福晋 Damas）o Gege（格格 Señoras）, sin título. Fujin y Gege son de la lengua manchú, siempre se usaban para llamar a las mujeres con nobleza, es decir: no eran títulos formales para las consortes imperiales. 

### El Sistema después del Período del Emperador Kangxi
El Emperador Kangxi creó un sistema relativamente sencillo que fue adoptado por los emperadores posteriores:
- Emperatriz (皇后; pinyin: Huánghòu), solo podía existir una.
- Consorte Honorable Imperial (chino tradicional: 皇貴妃; chino simplificado: 皇贵妃; pinyin: Huáng Guìfēi), solo una en el hougong imperial.
- Consortes Honorables(chino tradicional: 貴妃; chino simplificado: 贵妃; pinyin: Guìfēi), solo dos en el hougong imperial.
- Consortes (妃; pinyin: Fēi), solo cuatro en el hougong imperial.
- Concubinas Imperiales (chino tradicional: 嬪; chino simplificado: 嫔; pinyin: Pín), solo seis en el hougong imperial.
- Señoras Honorables (chino tradicional: 貴人; chino simplificado: 贵人; pinyin: Guìrén),
- Asistentas de Primera Clase (常在; pinyin: Chángzài).
- Asistenta de Segunda Clase (chino tradicional: 答應; chino simplificado: 答应; pinyin: Dāyìng).
- Asistenta Menor (官女子).

Los príncipes podían tener varias esposas con títulos. 
- Princesa Principal(嫡福晋): solo una persona
- Princesa Secundaria（侧福晋）:1-3 personas conforme al rango del príncipe y al período.

Las dos tenían título, legalmente tenían derecho de herencia. En otras palabras, son esposas formales. Sin embargo, los príncipes solían tener otras mujeres llamadas Gege (格格 Señora) o Shufujin (庶福晋 Princesa Inferior), ninguna de las cuales tenían títulos. En dicha época, Fujin ya se había convertido en un título para las princesas.